# Maria Gräfnings
Maria Gräfnings (* 29. Oktober 1985 in Falun) ist eine ehemalige schwedische Skilangläuferin.

## Werdegang
Gräfnings, die für den Falun Borlänge SK startete, nahm bis 2006 an Juniorenrennen teil. Von 2006 bis 2020 trat sie vorwiegend bei Continental-Cup-Rennen an. Dabei gewann sie im Februar 2011 ein Rennen bei der US Super Tour in Aspen und im August 2012 ein Rennen beim Australia/New Zealand Cup in Falls Creek. Bei der Militär-Skiweltmeisterschaft 2007 in Haanja wurde sie Fünfte über 10 km Freistil. Ihre ersten Weltcuppunkte holte sie im November 2012 in Gällivare mit dem 28. Platz über 10 km Freistil. Die Tour de Ski 2015 beendete sie auf dem 32. Platz. Ihr bestes Ergebnis bei einem Weltcupeinzelrennen erreichte sie im Januar 2015 in Rybinsk mit dem 16. Platz im Skiathlon. 2012 und 2015 gewann sie den Kangaroo Hoppet. In der Saison 2016/17 nahm sie vorwiegend am Worldloppet Cup teil. Dabei belegte sie beim Tartu Maraton den dritten Platz und beim König-Ludwig-Lauf und beim Ugra Ski Marathon jeweils den zweiten Platz. Zudem siegte sie beim Transjurassienne über 50 km Freistil und erreichte zum Saisonende den zweiten Platz in der Gesamtwertung. In der folgenden Saison errang sie beim Dolomitenlauf den dritten Platz und beim König-Ludwig-Lauf, Transjurassienne und beim American Birkebeiner jeweils den zweiten Platz. Zudem gewann sie den Tartu Maraton und erreichte damit den zweiten Platz in der Worldloppet-Cup-Gesamtwertung. Ende April 2018 siegte sie beim Fossavatnsgangan. In der Saison 2018/19 triumphierte sie beim Vasaloppet China, Dolomitenlauf, Tartu Maraton, Finlandia-hiihto und beim Ugra Ski Marathon. Zudem errang sie beim König-Ludwig-Lauf den zweiten Platz und gewann damit die Gesamtwertung des  Worldloppet Cups.
Sie startete bei 27 Weltcupeinzelrennen und kam dabei fünfmal in die Punkteränge.

## Erfolge

### Siege bei Continental-Cup-Rennen
| Nr. | Datum            | Ort         | Disziplin                      | Serie                     |
| --- | ---------------- | ----------- | ------------------------------ | ------------------------- |
| 1.  | 13. Februar 2011 | Aspen       | 21 km Freistil Massenstart     | US Super Tour             |
| 2.  | 19. August 2012  | Falls Creek | 10 km Freistil Individualstart | Australia/New Zealand Cup |

### Siege bei Worldloppet-Cup-Rennen
| Nr. | Datum            | Ort             | Rennen            | Disziplin                   |
| --- | ---------------- | --------------- | ----------------- | --------------------------- |
| 1.  | 12. Februar 2017 | Lamoura         | Transjurassienne  | 68 km Freistil Massenstart  |
| 2.  | 18. Februar 2018 | Otepää          | Tartu Maraton     | 63 km klassisch Massenstart |
| 3.  | 4. Januar 2019   | Changchun       | Vasaloppet China  | 50 km klassisch Massenstart |
| 4.  | 20. Januar 2019  | Obertilliach    | Dolomitenlauf     | 42 km Freistil Massenstart  |
| 5.  | 17. Februar 2019 | Otepää          | Tartu Maraton     | 63 km klassisch Massenstart |
| 6.  | 24. Februar 2019 | Lahti           | Finlandia-hiihto  | 50 km Freistil Massenstart  |
| 7.  | 6. April 2019    | Chanty-Mansijsk | Ugra Ski Marathon | 50 km Freistil Massenstart  |

### Sonstige Siege bei Skimarathon-Rennen
- 2012 Kangaroo Hoppet, 42 km Freistil
- 2015 Kangaroo Hoppet, 34 km Freistil
- 2018 Fossavatnsgangan, 50 km klassisch

## Statistik

### Weltcup-Platzierungen
Die Tabelle zeigt die erreichten Platzierungen im Einzelnen.
- 1.–3. Platz: Anzahl der Podiumsplatzierungen
- Top 10: Anzahl der Platzierungen unter den ersten zehn
- Punkteränge: Anzahl der Platzierungen innerhalb der Punkteränge
- Starts: Anzahl gelaufener Rennen in der jeweiligen Disziplin
- Hinweis: Bei den Distanzrennen erfolgt die Einordnung gemäß FIS.

| Platzierung         | Distanzrennen a | Distanzrennen a | Distanzrennen a | Distanzrennen a | Distanzrennen a | Skiathlon Verfolgung | Sprint | Etappen- rennen b | Gesamt | Team   | Team    |
| Platzierung         | ≤ 5 km          | ≤ 10 km         | ≤ 15 km         | ≤ 30 km         | > 30 km         | Skiathlon Verfolgung | Sprint | Etappen- rennen b | Gesamt | Sprint | Staffel |
| ------------------- | --------------- | --------------- | --------------- | --------------- | --------------- | -------------------- | ------ | ----------------- | ------ | ------ | ------- |
| 1. Platz            |                 |                 |                 |                 |                 |                      |        |                   |        |        |         |
| 2. Platz            |                 |                 |                 |                 |                 |                      |        |                   |        |        |         |
| 3. Platz            |                 |                 |                 |                 |                 |                      |        |                   |        |        |         |
| Top 10              |                 |                 |                 |                 |                 |                      |        |                   |        |        | 2       |
| Punkteränge         | 1               | 2               |                 |                 |                 | 2                    |        |                   | 5      |        | 3       |
| Starts              | 3               | 9               |                 | 1               |                 | 8                    | 4      | 2                 | 27     |        | 3       |
| Stand: Karriereende |                 |                 |                 |                 |                 |                      |        |                   |        |        |         |

### Weltcupwertungen
| Saison  | Gesamt | Gesamt | Distanz | Distanz |
| Saison  | Punkte | Platz  | Punkte  | Platz   |
| ------- | ------ | ------ | ------- | ------- |
| 2012/13 | 3      | 115.   | 3       | 84.     |
| 2013/14 | -      | -      | -       | -       |
| 2014/15 | 42     | 80.    | 42      | 48.     |